# Arrondissement de Trèves (1816-1969)

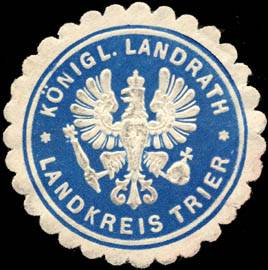
Marque de sceau du Administrateur royal - Arrondissementde Trèves

Ne doit pas être confondu avec Arrondissement de Trèves.
L'arrondissement de Trèves dans le district de Trèves dans la province prussienne de Rhénanie est fondé en 1816 et existe jusqu'à la réforme administrative de Rhénanie-Palatinat en 1969.

## Géographie
L'arrondissement est limitrophe au début de 1969 dans le sens des aiguilles d'une montre et en commençant par le nord-ouest, des arrondissements de Bitburg, Wittlich, Bernkastel et Birkenfeld (tous en Rhénanie-Palatinat), des arrondissements de Saint-Wendel et Merzig-Wadern (tous deux en Sarre) et de l'arrondissement de Sarrebourg et de la ville indépendante de Trèves (toutes deux à leur tour en Rhénanie-Palatinat).

## Histoire
Jusqu'à l'occupation française de 1794, le territoire de l'arrondissement faisait partie principalement de l'électorat de Trèves et du duché de Luxembourg. En 1798, il est rattaché à la France et intégré au département de la Sarre. Il faisait partie des arrondissements de Birkenfeld et Trèves.
Après le rattachement de la région à la Prusse, en 1816, le district de Trèves est divisé en arrondissements, dont l'arrondissement urbain (de) et l'arrondissement de Trèves. Dans l'arrondissement urbain de Trèves, qui comprend dès l'origine un certain nombre de villages et de faubourgs ainsi que la ville, une mairie de faubourg de Trèves (de) est créée en 1852,. Le 1er avril 1888, la majeure partie de la mairie de faubourg de Trèves avec les communes d'Euren, Heiligkreuz, Kürenz, Olewig, Pallien, Saint-Matthias-Medard-Feyen et Zewen-Oberkirch sont transférées de l'arrondissement urbain de Trèves à l'arrondissement de Trèves,.
En 1912, les trois communes d'Heiligkreuz, Pallien et Sankt Matthias-Medard-Feyen quittent l'arrondissement et sont incorporées à la ville de Trèves. Le 1er juillet 1930, les communes d'Euren, Kürenz et Olewig ainsi que la localité de Biewer, qui appartient auparavant à Pfalzel, sont incorporés à la ville de Trèves.
Le 1er mai 1945, sur ordre de la puissance occupante française, les communes de Bierfeld, Braunshausen, Buweiler-Rathen, Kastel, Kostenbach, Nonnweiler, Otzenhausen, Primstal et Sitzerath sont transférées de l'arrondissement de Trèves à l'arrondissement de Wadern (de).
Le 18 juillet 1946, le gouvernement militaire français transfère les communes de Filzen, Hamm, Kommlingen, Könen, Konz, Krettnach, Niedermennig, Oberbillig, Oberemmel, Paschel, Pellingen et Wasserliesch de l'arrondissement de Trèves à l'arrondissement de Sarrebourg, qui est également rattaché à la région de la Sarre. Lorsque le 7 juin 1947, l'arrondissement de Sarrebourg est retransféré en Rhénanie-Palatinat, ces communes sont restées dans l'arrondissement de Sarrebourg.
Le 7 juin 1969, l'arrondissement de Trèves est dissous :
- Les communes d'Ehrang-Pfalzel, d'Eitelsbach, de Filsch, d'Irsch, de Kernscheid, de Ruwer, de Tarforst et de Zewen-Oberkirch sont rattachées à la ville de Trèves.
- Les communes de Minden et Menningen sont intégrées à l'arrondissement de Bitburg.
- La commune de Börfink-Muhl est transférée à l'arrondissement de Birkenfeld .
- Toutes les autres communes sont regroupées avec l'arrondissement de Sarrebourg pour former l'arrondissement de Trèves-Sarrebourg.

Lors de la nouvelle étape de la réforme, qui a lieu le 7 novembre 1970, Eisenach, Gilzem et Orenhofen sont transférées dans l'arrondissement de Bitburg-Prüm, et Breit, Büdlich, Heidenburg et Trittenheim dans l'arrondissement de Bernkastel-Wittlich, parmi les communes issues de l'ancien arrondissement de Trèves. La localité de Muhl, également dans l'arorndissement de Trèves jusqu'en 1969, est transféré de l'arrondissement de Birkenfeld à Neuhütten dans l'arrondissement de Trèves-Sarrebourg.

## Évolution de la démographie
| Année | Habitants | Source |
| ----- | --------- | ------ |
| 1816  | 0 38 965  | [ 6 ]  |
| 1847  | 0 57 528  | [ 7 ]  |
| 1871  | 0 70 235  | [ 8 ]  |
| 1885  | 0 74 621  | [ 8 ]  |
| 1900  | 0 83 495  | [ 9 ]  |
| 1910  | 0 94 594  | [ 9 ]  |
| 1925  | 103 595   | [ 9 ]  |
| 1939  | 0 95 982  | [ 9 ]  |
| 1950  | 0 79 940  | [ 9 ]  |
| 1960  | 0 87 700  | [ 9 ]  |
| 1968  | 0 96 284  |        |

## Administrateurs de l'arrondissement
- 1816–184700Gustav Perger (de)
- 1848–188500Eduard Otto Spangenberg (de)
- 1885–189400Leopold Tobias (de)
- 1894–192000Maximilian von Troschke (de)
- 1920–193300Karl Pohl (de)
- 1933–193500Nikolaus Simmer
- 1936–000000Hellmuth Rademacher (de)
- 1936–194500Philipp Deichmann (de)
- 1945–194600Heinrich Salzmann (de)
- 1946–194700Robert Fecker (de)
- 1947–195000Jakob Emil Schladt (de)
- 1950–196200Heinrich Salzmann (de)
- 1962–196400Konrad Schubach (de)
- 1964–196900Dieter Braun-Friderici (de)

## Mairies en 1816
Lors de la fondation de l'arrondissement, les mairies suivantes existent:
- Mairie d'Aach (de)
- Mairie de Beuren (de)
- Mairie de Farschweiler (de)
- Mairie d'Heidenburg (de)
- Mairie d'Hermeskeil (de)
- Mairie d'Igel (de)
- Mairie d'Irsch (de)
- Mairie de Kell (de)
- Mairie de Konz (de)
- Mairie de Leiwen (de)
- Mairie de Longuich (de)
- Mairie de Mehring (de)
- Mairie d'Oberemmel (de)
- Mairie d'Otzenhausen (de)
- Mairie de Pfalzel (de)
- Mairie de Ralingen (de)
- Mairie de Ruwer (de)
- Mairie de Schleidweiler (de)
- Mairie de Schöndorf (de)
- Mairie de Schweich (de)
- Mairie de Trierweiler (de)
- Mairie de Trittenheim (de)
- Mairie de Wasserliesch (de)
- Mairie de Welschbillig (de)

## Bureaux
Depuis la création de l'arrondissement, de nombreux changements structurels ont lieu dans les mairies. Elles sont rebaptisées bureaux en 1927. En 1931, il y a les bureaux suivants :
1. Bureau d'Aach-Igel-Trierweiler (siège à Trèves)
2. Bureau de Beuren (siège à Bescheid)
3. Bureau de Farschweiler (siège à Bescheid)
4. Bureau d'Heidenburg (siège à Bescheid)
5. Bureau d'Hermeskeil, Hermeskeil
6. Bureau de Irsch-Schöndorf (siège à Wilzenburg)
7. Bureau de Kell, Kell
8. Bureau de Konz, Konz
9. Bureau de Leiwen (siège à Klüsserath)
10. Bureau de Longuich (siège à Trèves)
11. Bureau de Mehring, Mehring
12. Bureau d'Otzenhausen (siège à Nonnweiler)
13. Bureau de Pfalzel (siège à Ehrang)
14. Bureau de Ralingen (siège à Welschbillig)
15. Bureau de Ruwer, Ruwer
16. Bureau de Schleidweiler (siège à Zemmer)
17. Bureau de Schweich, Schweich
18. Bureau de Trittenheim (siège à Klüsserath)
19. Bureau de Welschbillig, Welschbillig

En 1934, il y a une nouvelle division des bureaux dans l'arrondissement de Trèves. Le nombre de bureaux est réduit par des fusions. Le bureau de Trèves-Campagne est nouvellement créé. Dès 1931, le bureau de Longuich fusionne avec le bureau de Schweich. Ainsi, les bureaux suivants existent encore en 1937 :
1. Bureau d'Ehrang, est ensuite rattaché (en partie) à Trèves-Campagne
2. Bureau d'Hermeskeil
3. Bureau de Kell
4. Bureau de Konz-Karthaus, ensuite : bureau de Konz
5. Bureau de Nonnweiler, est ensuite rattaché à l'arrondissement de Saint-Wendel
6. Bureau de Schweich
7. Bureau de Trèves-Campagne
8. Bureau de Waldrach (à Ruwer), à partir de 1954 bureau de Ruwer
9. Bureau de Welschbillig, est ensuite rattaché (en partie) à Trèves-Campagne

En 1968, une loi de l'État de Rhénanie-Palatinat donne naissance aux communes fussionnées à partir des bureaux. Celles-ci font partie de l' arrondisement de Trèves-Sarrebourg à partir de 1969.

## Communes
En 1969, l'arrondissement de Trèves comprend les communes suivantes :
| Aach           |
| Bekond         |
| Bescheid       |
| Beßlich        |
| Beuren         |
| Bonerath       |
| Börfink-Muhl   |
| Breit          |
| Büdlich        |
| Butzweiler     |
| Damflos        |
| Detzem         |
| Edingen        |
| Ehrang-Pfalzel |
| Eisenach       |
| Eitelsbach     |
| Ensch          |
| Farschweiler   |
| Fastrau        |
| Fell           |
| Filsch         |
| Föhren         |

| Franzenheim |
| Fusenich    |
| Geisfeld    |
| Gilzem      |
| Godendorf   |
| Grewenich   |
| Grimburg    |
| Gusenburg   |
| Gusterath   |
| Gutweiler   |
| Heddert     |
| Heidenburg  |
| Herl        |
| Hermeskeil  |
| Hinzenburg  |
| Hinzert     |
| Hockweiler  |
| Hofweiler   |
| Holzerath   |
| Igel        |
| Irsch       |
| Issel       |

| Ittel      |
| Kasel      |
| Kell       |
| Kenn       |
| Kernscheid |
| Kersch     |
| Klüsserath |
| Kordel     |
| Korlingen  |
| Köwerich   |
| Lampaden   |
| Langsur    |
| Leiwen     |
| Liersberg  |
| Longen     |
| Longuich   |
| Lorich     |
| Lörsch     |
| Lorscheid  |
| Mandern    |
| Mehring    |
| Menningen  |

| Mertesdorf      |
| Mesenich        |
| Metzdorf        |
| Minden          |
| Möhn            |
| Morscheid       |
| Naurath (Eifel) |
| Naurath (Wald)  |
| Neuhütten       |
| Newel           |
| Olk             |
| Ollmuth         |
| Orenhofen       |
| Osburg          |
| Pluwig          |
| Pölert          |
| Pölich          |
| Prosterath      |
| Ralingen        |
| Rascheid        |
| Reinsfeld       |
| Riol            |

| Riveris            |
| Ruwer              |
| Schillingen        |
| Schleich           |
| Schleidweiler-Rodt |
| Schöndorf          |
| Schweich           |
| Sirzenich          |
| Sommerau           |
| Tarforst           |
| Thomm              |
| Thörnich           |
| Trierweiler        |
| Trittenheim        |
| Udelfangen         |
| Waldrach           |
| Waldweiler         |
| Welschbillig       |
| Wintersdorf        |
| Zemmer             |
| Zewen-Oberkirch    |
| Züsch              |

Les communes suivantes sont incorporées ou renommées avant 1969 :
- Abtei, le 1er avril 1931 à Hermeskeil
- Ehrang et Pfalzel, le 1er mars 1968 fusionné pour former la commune d'Ehrang-Pfalzel
- Höfchen, le 1er avril 1931 à Hermeskeil
- Konz-Karthaus, renommé Konz en 1937
- Merzlich, fusionné avec Konz en 1930 pour former la commune de Konz-Karthaus
- Mettnich et Mühlfeld fusionnent pour former la commune de Primstal en 1930
- Ruwer-Maximin et Ruwer-Paulin, fusionnées pour former la commune de Ruwer en 1930
- Sauscheid, rebaptisé Grimburg en 1932

## Plaque d'immatriculation
Le 1er juillet 1956, lors de l'introduction du numéro de plaque d'immatriculation encore valable aujourd'hui, le quartier se voit attribuer le signe distinctif TR . Il est délivré dans toute la ville indépendante de Trèves à ce jour.